# Triarius
Triarius is een geslacht van kevers uit de familie bladkevers (Chrysomelidae).
De wetenschappelijke naam van het geslacht werd in 1887 gepubliceerd door Martin Jacoby.

## Soorten
- Triarius flavoniger (Blake, 1942)
- Triarius livida (Leconte, 1884)
- Triarius melanolomatus (Blake, 1942)
- Triarius pini (Schaeffer, 1906)
- Triarius trivittatus (Horn, 1893)
- Triarius vitipennis (Horn, 1893)